# نينا بوراوي
نينا بوراوي (بالفرنسية: Nina Bouraoui) من مواليد 31 يوليو 1967 بمدينة رين لأب جزائري (أصله من جيجل) وأم بريتونية هي كاتبة فرانكو جزائرية تكتب باللغة الفرنسية اسمها الحقيقي يسمينة ونينا اسمها العائلي.
تقيم حاليا في باريس ولا تخفي ميولها المثلية في كتاباتها. حصلت على جائزة رينودو الأدبية عن روايتها أفكاري السيئة ولديها الكثير من الروايات الرائعة التي أبهرت القارئ الفرنسي وفي 2007 قامت بكتابة أغنيات البوم المغنية العالمية سيلين ديون.

## سيرة
التقي والديها في رين، في عام 1960، أثناء الحرب الجزائرية بينما هم طلاب. أراد والدها أن يلتحق بالثورة الجزائرية، حيث قُتل أخوه من أجل الاستقلال، ولكن، الطالب أرسل إلى فرنسا إلى فانس، لمواصلة دراساته. إجتازامتحان شهادة البكالوريا التي حصل عليها مع مرتبة الشرف، وأوصى به مدير المدرسة الثانوية، فدخل كزميل في كلية الاقتصاد في رين. حصل على الدكتوراه في الاقتصاد. في الوقت نفسه، يقوم بحملة من أجل استقلال الجزائر. والدتها، ابنة طبيب أسنان، هي طالبة في القانون. تزوجا في رين في عام 1962، على الرغم من معارضة والديها.
قضت نينا بوراوي وشقيقتها الكبرى السنوات الأربع عشرة الأولى من حياتها في الجزائر العاصمة. إنها من ثقافة مزدوجة تميزت بشدة بالحرب الجزائرية، عاشت طفولتها في حي باب الواد في العاصمة الجزائرية. وهي طفلة رياضية صغيرة (تنس). خلال فصل الصيف في بريتاني، علمت بقرار والديها بعدم العودة إلى الجزائر، خشية والديها بدء العنف في البلاد مما ولد لديها احساس بالاجتثاث من الجذور بسبب عدم توديعها البلد.
عاشت مراهقتها على التوالي في باريس وزيوريخ وأبو ظبي، ثم عادت إلى باريس بعد تخرجها لدراسة الفلسفة والقانون. انجذبت منذ الطفولة إلى الرسم والكتابة، إنها الكتابة التي ستتيح لها «العثور على مكانها في العالم». تقول «الكتابة مع جسدها». بالنسبة لها، فإن الكتابة هي وقت لا يتم فيه فصل «"الشهوانية ليست منفصلة عن الروح"».
يرجع الفضل في إرسال مخطوطتها بالبريد، دون توصية، إلى نشر روايتها الأولى الناظرة الممنوعة (غاليمار) عام 1991، والتي حققت نجاحًا دوليًا وحصلت علي جائزة أنتار للكتاب.
بعض رواياتها تتعلق بالرغبات أو المثلية. نينا بوراوي نفسها لا تخفي ميولاتها المثلية. ومع ذلك، فهي تحدد أنها «لا تحمل راية ولا مؤيدة للزواج». تدين ربط المثلية النسائية ب«الأوهام الإباحية الملوثة من الرجال»، في نظرها«المثلية ليست هوية. أعتقد أن الرغبة والجنس ليسا منفصلين عن الحب» . تحرجت عندما طُلب منها الكلام من علاقتها الحميمة، وهو أمر لا تتحدث عنه أبدًا إلا من خلال «حجاب الكتابة المشوه». تشارك نينا بوراوي حياتها «في أخت روح»، مع لامي، وهي شخصية متكررة من رواياتها.
فازت روايتها التاسعة، افكاري السيئة بجائزة رينودو الأدبية في عام 2005. وفي عام 2018، كانت في الاختيار الأول لجائزة Femina لكتابها "Tous les hommes désirent naturellement savoir" وفي الاختيار النهائي لجائزة Medici.
تكتب عمودا بعنوان «أكتب إليكم» في مجلة تيتو.

## رواياتها بالفرنسية
1. 1991 الناظرة الممنوعة[الفرنسية] غاليمار، جائزة أنتار للكتاب[الفرنسية]
2. 1992 القبضة الميتة (Poing mort)
3. 1998 العمر المجروح (L'Âge blessé)
4. 1999 يوم الزلزال (Le Jour du séisme)
5. 2000 المسترجلة (Garçon manqué)
6. الحياة السعيدة (La Vie heureuse)
7. 2004 الدمية الجميلة (Poupée Bella)
8. 2005 افكاري السيئة[الفرنسية] (Mes mauvaises pensées)، جائزة رينودو الأدبية في عام 2005
9. 2007 قبل الرجال (Avant les hommes, Stock)
10. 2008 أدعوني  باسمي (Appelez-moi par mon prénom)
11. 2010 القبلات لدينا بمثابة وداع (Nos baisers sont des adieux)
12. 2019 وحشي (Sauvage)
13. 2014 معيار (Standard)
14. 2016 شواطئ جميلة (Beaux rivages)
15. 2018 كل الرجال يريدون بطبيعة الحال أن يعرفوا (Tous les hommes désirent naturellement savoir)
16. 2020 الرهائن (Otages)

## روابط خارجية
- نينا بوراوي على موقع ميوزك برينز (الإنجليزية)